# Neottopteris subantiqua
Neottopteris subantiqua là một loài thực vật có mạch trong họ Aspleniaceae. Loài này được Ching ex S.H. Wu miêu tả khoa học đầu tiên năm 1989.